# Pietro Bixio
Pour les articles homonymes, voir Bixio.
Spartaco Pietro Bixio, né le 11 août 1875 à Gênes et mort le 26 juillet 1905 à Busalla, est un coureur cycliste sur piste italien.

## Biographie
Pietro Bixio commence sa carrière cycliste en 1892 à l'âge de 17 ans et se fait rapidement un nom en tant que sprinter, notamment en Italie, grâce à sa grande pointe de vitesse. Il devient le concurrent le plus titré de Luigi Pontecchi (de) et, avec Giuseppe Nuvolari forme l'équipe de tandem la plus titrée de l'époque. Il remporte le championnat d'Italie de vitesse professionnel à trois reprises, en 1895, 1903 et 1904.  
En 1900, il participe aux Jeux olympiques de Paris dans des courses pour professionnels non reconnues comme olympiques; Il termine troisième, avec l'équipe d'Italie composé de Gian Ferdinando Tomaselli et de Giuseppe Singrossi (de), dans la Grande Course de Nations, une course à points par équipe, doté de 3 000 francs et il est éliminé en demi-finale du Grand Prix de l'Exposition, doté de 15 000 francs, la plus grosse somme offerte pour une course de sprinter avant la Première Guerre mondiale. 
En mai 1901, au Grand Prix de Nantes, après sa chute en finale, de colère, Bixio se place sur la piste avec son vélo pour arrêter Charles Van Den Born par qui il pense avoir été gêné intentionnellement. Bixio est suspendu temporairement par les commissaires de course, puis la commission sportive de l'U.V.F.  le disqualifie pour un an. Le journal L'Auto prend sa défense. Il est requalifié le 1er octobre 1901. 
Aux Championnats du monde de cyclisme sur piste 1902 à Rome,  Il s'attire le mécontentement de ses concurrents. D'après L'Auto et le Sport-Album der Radwelt, « En demi-finale, Arend tombe juste avant la cloche et entraîne Bixio et l'américain Lawson dans sa chute. Ces deux derniers ont la présence d'esprit de se relever et de continuer. Puis un spectateur italien accroche l'américain pour assurer la victoire de son compatriote, un acte honteux dont Bixio est innocent, mais par la suite, il refuse de courir à nouveau la course, ». Bixio remporte en finale la médaille de bronze de la vitesse, devenant ainsi le premier Italien à remporter une médaille aux Championnats du monde.
En 1903, il est troisième du Grand Prix de Paris. Parmi ses autres victoires, il y a ausi le Gran Premio d'Italia en 1895, le Grand Prix de l'U.V.I. en 1899 et le Grand Prix d'Anvers en 1903.
En 1905, Bixio tient un restaurant à Gênes.
Bixio meurt de la tuberculose en 1905, à l'âge de 29 ans.

## Palmarès sur piste

### Championnats du monde
- Rome 1902
  -  Médaillé de bronze du championnat du monde de vitesse professionnels

### Championnat d'Europe
- 1903
  -  Médaillé de bronze du Championnat d'Europe de vitesse

### Championnat national
- Champion d'Italie de vitesse en 1895, 1903[2] et 1904[3].

### Grand Prix
- Gran Premio d'Italia : 1895
- Grand Prix de l'U.V.I. : 1899
- Grand Prix de Gênes : 1903[15]
- Grand Prix d'Anvers : 1903[13]
- Grand Prix de Turin : 1903[16], 2e en 1901[17].